# OMA (segnale tempo)
OMA era l'identificativo di una stazione della Repubblica Ceca che trasmetteva il segnale di tempo.
La stazione era operata dall'Istituto astronomico di Praga e il trasmettitore era sito a RKS Liblice 1.
La stazione trasmetteva nella banda delle LF sulla frequenza di 50 kHz con una potenza di 7 kW. Trasmetteva anche in HF alla frequenza di 2 500 kHz con una potenza di 1 kW. Un trasmettitore di riserva era sito a Poděbrady.
Il segnale generato da OMA era usato per sincronizzare gli orologi.
La stazione è stata smantellata nel 1995.